# Phil Healy
Phil Healy (* 19. November 1994 in Ballineen, County Cork) ist eine irische Leichtathletin, die sich auf den Sprint spezialisiert hat.

## Sportliche Laufbahn
2013 nahm Phil Healy erstmals an einer internationalen Großveranstaltung, den U20-Europameisterschaften in Rieti, teil. Dabei belegte sie über 100 Meter den vierten Platz und schied über 200 Meter bereits in der Vorrunde aus. 2014 qualifizierte sie sich für die Europameisterschaften in Zürich, bei denen sie über 100 Meter im Vorlauf ausschied und auch mit der irischen Staffel nicht das Finale erreichte. 2015 nahm sie an den IAAF World Relays 2015 auf den Bahamas teil und schied dort mit der 4-mal-100-Meter-Staffel in der ersten Runde aus und belegte mit der 4-mal-200-Meter-Staffel den fünften Platz. Bei den U23-Europameisterschaften 2015 im estnischen Tallinn schied sie im 100-Meter-Lauf in der Vorrunde aus und beendete mit der Staffel den Finallauf nicht. Bei den Europameisterschaften 2016 in Amsterdam schied sie sowohl mit der 4-mal-100-Meter-Staffel, als auch mit der 4-mal-400-Meter-Staffel in der Qualifikationsrunde aus. 2017 erfolgte die Teilnahme an den Halleneuropameisterschaften in Belgrad, bei denen sie über 60 Meter ins Halbfinale gelangte und über 400 Meter in der Vorrunde ausschied. Bei den Weltstudentenspielen in Taipeh belegte sie über 200 Meter den siebten Platz.
2018 qualifizierte sie sich über 400 Meter für die Hallenweltmeisterschaften in Birmingham, bei denen sie mit 53,26 s im Halbfinale ausschied. Im August erreichte sie bei den Europameisterschaften in Berlin über 100 und 200 Meter jeweils das Halbfinale, in dem sie mit 11,46 s bzw. 23,23 s ausschied. Zudem erreichte sie mit der Staffel in 43,80 s nicht das Finale. Im Jahr darauf erreichte sie bei den Halleneuropameisterschaften in Glasgow über 400 Meter das Halbfinale, in dem sie mit 53,65 s ausschied. Im Juli wurde sie bei der Sommer-Universiade in Neapel in 23,44 s Sechste über 200 Meter. Bei den Weltmeisterschaften in Doha schied sie über 200 Meter mit 23,56 s in der Vorrunde aus. 2020 steigerte sie den irischen Hallenrekord über 200 Meter auf 23,10 s und 2021 wurde sie bei den Halleneuropameisterschaften in Toruń mit neuer Bestleistung von 51,94 s Vierte über 400 Meter. Anfang Mai belegte sie dann bei den World Athletics Relays im polnischen Chorzów in 3:20,26 min den siebten Platz in der Mixed-Staffel und im Vorlauf stellte sie mit 3:16,84 min einen neuen Landesrekord auf. Anfang August nahm sie erstmals an den Olympischen Spielen in Tokio teil und schied dort mit 23,21 s in der Vorrunde über 200 m aus und kam auch im 400-Meter-Lauf mit 51,98 s nicht über die erste Runde hinaus. Zudem belegte sie aber mit der irischen 4-mal-400-Meter-Mixed-Staffel in 3:15,04 min den achten Platz.
2022 schied sie bei den Hallenweltmeisterschaften in Belgrad mit 52,40 s im Halbfinale über 400 m aus und verpasste mit der Staffel mit 3:30,97 min den Finaleinzug. Im August schied sie bei den Europameisterschaften in München mit 53,10 s im Vorlauf über 400 Meter aus und belegte mit der Staffel in 3:26,63 min den sechsten Platz. Im Jahr darauf gelangte sie bei den Halleneuropameisterschaften in Istanbul mit 3:32,61 min auf Rang fünf im Staffelbewerb. 2024 belegte sie bei den Hallenweltmeisterschaften in Glasgow in 3:28,92 min den fünften Platz mit der Staffel. Im Mai wurde sie bei den World Athletics Relays auf den Bahamas in 3:30,95 min Siebte in der Finalrunde über 4-mal 400 Meter und sicherte damit dem irischen Team einen Startplatz bei den Olympischen Spielen in Paris. Im Juni schied sie bei den Europameisterschaften in Rom mit 23,51 s in der ersten Runde über 200 Meter aus und gewann im Staffelbewerb in 3:22,71 min gemeinsam mit Sophie Becker, Rhasidat Adeleke und Sharlene Mawdsley die Silbermedaille hinter dem niederländischen Team. Im Jahr darauf gelangte sie bei den Halleneuropameisterschaften in Apeldoorn mit 3:17,63 min auf den fünften Platz in der Mixed-Staffel.
In den Jahren 2017 und von 2019 bis 2021 und 2024 wurde Healy irische Meisterin im 200-Meter-Lauf sowie 2014 und 2020 über 100 Meter. Zudem siegte sie 2021 auch im 400-Meter-Lauf. In der Halle sicherte sie sich den Titel über 400 Meter von 2017 bis 2019 und 2022. Über 60 Meter war sie 2016 siegreich und über 200 Meter 2016, 2020 und 2024. Ihre Schwester Joan Healy ist ebenfalls eine Sprinterin.

## Persönliche Bestleistungen
- 100 Meter: 11,28 s (+2,0 m/s), 6. Juni 2018 in Dublin
  - 60 Meter (Halle): 7,31 s, 15. Februar 2017 in Athlone
- 200 Meter: 22,99 s (0,0 m/s), 16. Juli 2018 in Cork
  - 200 Meter (Halle): 23,10 s, 12. Februar 2020 in Athlone
- 300 Meter: 37,04 s, 22. Mai 2024 in Bergen
- 400 Meter: 51,50 s, 29. Mai 2021 in Belfast
  - 400 Meter (Halle): 51,66 s, 2. März 2022 in Madrid